# Jacek Majchrowski

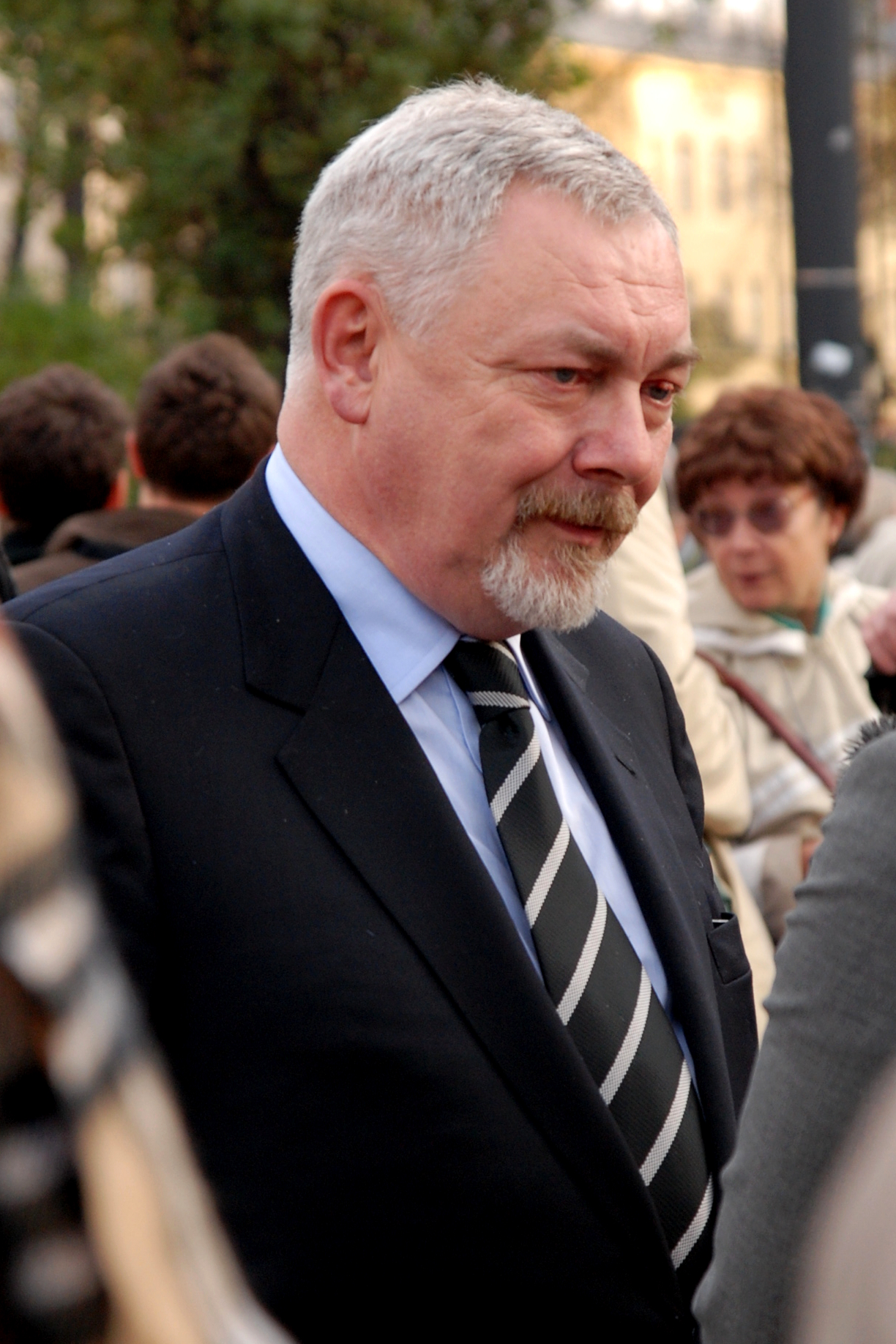
Jacek Majchrowski (2008)

Jacek Maria Majchrowski (* 13. Januar 1947 in Sosnowiec) ist ein polnischer Jurist, Politiker und Professor an der Jagiellonen-Universität.
Majchrowski gehörte dem Bund der Demokratischen Linken an und war vom 19. November 2002 bis zum 6. Mai 2024 Stadtpräsident (prezydent miasta) der Stadt Krakau. Bei der Stadtpräsidentenwahl im Oktober 2018 konnte er sich in der Stichwahl mit 61,9 % der Stimmen gegen die PiS-Kandidatin Małgorzata Wassermann durchsetzen. Bei den Selbstverwaltungswahlen 2024 trat er nicht mehr an. Sein Nachfolger wurde Aleksander Miszalski von der Platforma Obywatelska. 

## Auszeichnungen
- 2010: Großes Silbernes Ehrenzeichen für Verdienste um die Republik Österreich[3]
- 2023: Großes Verdienstkreuz des Verdienstordens der Bundesrepublik Deutschland[4]